# Lenus
Lenus Mars war ein keltischer Gott, der besonders bei den Treverern, aber auch in Britannien verehrt wurde. In der Interpretatio Romana wurde er mit Mars gleichgesetzt.

## Fundorte
Auf einer Inschrift in Saint-Mard bei Virton (Belgien, römische Provinz Gallia Belgica) trägt Lenus den Beinamen Exsobinus. Bei seiner gleichzeitigen Nennung mit Mars wird allerdings in fast allen gefundenen Inschriften zuerst der keltische Name genannt, was ungewöhnlich ist. Dies könnte auf seinen Vorrang hinweisen, vermutlich ist er der Stammesgott der Treverer gewesen. Seine Aufgaben lagen wahrscheinlich in Kriegs- und Heilfunktion. Ersteres lässt sich aus dem Vergleich mit Mars und einer Bronzestatue vom Martberg beim Ort Pommern an der Mosel (römische Provinz Germania superior ), welche ihn mit korinthischem Helm, Speer, Schild und Rüstung darstellt, schließen. Zweiteres dagegen legt eine Inschrift, wiederum vom Martberg, nahe, in der sich ein gewisser Tychikos bei Mars dafür bedankt, dass er von schweren Leiden geheilt wurde. Wobei Alfred Haffner behauptet, dass die Identifikation mit Mars nur auf einen Fehler aus der römischen Zeit beruhe und Lenus nur eine Heilsgottheit sei. Lenus hatte im Oppidum auf dem Martberg ein wichtiges Heiligtum, welches von vorrömischer bis zu spätrömischer Zeit bestand.
Ein weiteres Heiligtum befand sich im Tempelbezirk Irminenwingert in Augusta Treverorum (heute Trier), wo Lenus zusammen mit Iovantucarus, Ancamna und den Xulsigiae angerufen wurde. Neben acht Inschriften aus dem Gebiet der Treverer sind auch noch eine Bronzestatue und Bruchstücke eines steinernen Kultbildes des Gottes bekannt.
Aus Chedworth in Gloucestershire (England) stammt ein Altar für Lenus, mit einem Relief, das den Gott mit Axt und Speer abbildet. In Venta Silurum (Caerwent, Grafschaft Monmoutshire, Wales) wurde ein Statuensockel des Mars Lenus Ocelus Vellaunus gefunden, die Statue selbst ist nicht mehr erhalten.

## Etymologie
Der Name Lenus, gallisch Lenos, hat keine sichere Herkunft. Garrett S. Olmsted nimmt als eine Möglichkeit an, dass er von indogermanisch *plenos- kommen könnte, wobei es dann normalerweise keltisch *linos- heißen müsste. In diesem Fall hinge der Name mit „Schüttung, Füllung“ oder wahrscheinlicher mit „Stoß, Schlag, Schwung“ zusammen, was zum kriegerischen Aspekt passen würde. Eine andere Übersetzung lautet „Verwunder“ oder „Verletzer“, aber es könnte auch eine Verbindung zu „Jugend“ geben. Dagegen könnte es laut Helmut Birkhan von altirisch lían kommen, eventuell (fraglich!) entlehnt von lateinisch lenis, was „lind“ und „milde“ heißt. Ein weiterer Vorschlag kommt von Patrizia de Bernardo Stempel, die Lenus als „Hain“ deutet. Der Beiname Exsobinus ist ebenfalls unklar.